# Bilhar francês

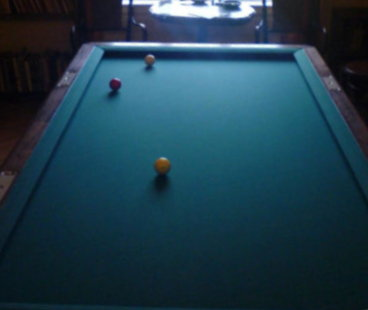
Mesa de bilhar

O bilhar (do francês billard), também chamado de bilhar francês, é um jogo praticado numa mesa revestida de feltro verde, limitada por tabelas e sem buracos, contendo 3 bolas de marfim, sendo uma vermelha e duas brancas (uma delas com um pequeno ponto). As bolas são impelidas por um taco. Cada jogador deve, a partir de sua bola previamente definida, conseguir uma carambola, ou seja, fazer a sua bola tocar nas outras duas. Cada carambola rende um ponto e permite ao jogador continuar jogando.
Há diversas variantes do jogo com regras adicionais para dificultar a jogada. As mais conhecidas são os jogos de 1 tabela e 3 tabelas. No jogo de 1 tabela, a bola deve, antes de tocar na terceira bola, bater, pelo menos, uma vez numa tabela lateral da mesa. No jogo às 3 tabelas, deve tocar, no mínimo 3 vezes.

## Mesa de bilhar
A dimensão da área de jogo da mesa para torneios internacionais é de 1,42 m x 2,84 m. Outras medidas comuns são 1,05 m x 2,10 m e 1,15 m x 2,30 m. 
Outros jogos associados ao termo são o snooker, a variante brasileira sinuca, ou o mata-mata (jogo) no Brasil, que é disputado em mesas menores, com quatro ou seis caçapas. A nível Internacional o bilhar é jogado normalmente em mesas de 9 pés onde são disputadas as maiores provas internacionais, no entanto a modalidade de 7 pés (Bilhar Americano) encontra-se em franca expansão, em Portugal a modalidade rainha é o Pool português disputado em mesas de 8 pés com buracos arredondados (contrario às outras modalidades que tem buracos rectos)

## Variantes

### Pool
Pool é uma das vertentes do Bilhar. Joga-se em mesas de 7 ou 9 pés. As modalidades de jogo que actualmente se praticam são o Bola 8, o Bola 9 e o Bola 10, tendo sido descontinuado o 14+1 (Straight Pool). As regras do Pool são igualmente reconhecidas por todas as federações do mundo inteiro. 

#### Pool Português
O Pool Português é outra variação do Pool, que é jogada em mesas de 8 pés, sendo atualmente praticado apenas em Portugal.

#### Bola 8
O Bola 8 é um jogo de Pool, uma das vertentes do Bilhar, e pode ser jogado em mesas de 7, 8 e 9 pés. É composto por 16 bolas, sendo que uma é branca e as outras são coloridas. Utiliza-se um taco de bilhar e a finalidade é tacar a bola branca e com esta acertar numa bola colorida e encestá-la. Existem duas séries de bolas, sendo que a primeira está numerada da 1 à 7 e a segunda da 9 à 15. Cada jogador fica com uma série, sendo a 8, a bola preta, a última a ser embolsada.

#### Bola 9
O Bola 9 é um jogo de Pool que é normalmente jogado em mesas de 9 pés. É composto por 10 bolas, sendo que uma é branca e as outras são coloridas. Utiliza-se um taco de bilhar e a finalidade é tacar a bola branca e com esta acertar na bola colorida com o número mais baixo que estiver em cima do bilhar e encestá-la. A finalidade última do jogo é encestar a Bola número 9 e esta pode ser encestada a meio do jogo com a carambola da bola de ordem para a bola 9.

#### Bola 10
O Bola 10 é um jogo de Pool que é normalmente jogado em mesas de 9 pés. É composto por 11 bolas, sendo que uma é branca e as outras são coloridas. Utiliza-se um taco de bilhar e a finalidade é tacar a bola branca e com esta acertar na bola colorida com o número mais baixo que estiver em cima da mesa de bilhar e encestá-la. A finalidade última do jogo é encestar a Bola número 10 e esta pode ser encestada a meio do jogo com a carambola da bola de ordem para a bola. O que diferencia este jogo do Bola 9 é a necessidade de se anunciar a bola e o cesto para o qual se pretende jogar, vulgo, anunciar a bola..

#### 14+1
O 14+1 (Straight Pool) é uma das modalidades de jogo do Pool. A finalidade é embolsar as bolas coloridas sendo que cada uma vale um ponto. Não existem bolas de um jogador específico, enquanto o jogador embolsar bolas é sempre o mesmo a jogar. Estabelece-se um limite de pontuação no início do jogo, e quem alcançar em primeiro lugar essa pontuação ganha a partida. Desde a época 2013/2014 encontra-se em disputa em Portugal o campeonato nacional de 14+1.